# Hurtigheim
 Hurtigheim (en alsacià Hírtje) és un municipi francès, situat a la regió del Gran Est, al departament del Baix Rin. L'any 1999 tenia 450 habitants.
Forma part del cantó de Bouxwiller, del districte de Saverne i de la Comunitat de comunes del Kochersberg.

## Demografia
| 1962 | 1968 | 1975 | 1982 | 1990 | 1999 |
| ---- | ---- | ---- | ---- | ---- | ---- |
| 398  | 405  | 394  | 373  | 367  | 450  |

## Administració
| Període   | Identitat         | Partit |
| --------- | ----------------- | ------ |
| 1953-1977 | Thiebault Jung    |        |
| 1977-2001 | Ernest Jung       |        |
| 2001-2008 | Alfred Forrler    |        |
| 2008-     | Jean-Jacques Ruch |        |